# Rue Vladimir
La rue Volodymyr (en ukrainien : вулиця Володимирська, rue Volodymyrska) est une rue du centre de Kiev.

## Origine du nom
En hommage à Volodymyr Ier  grand-prince de la Rus' de Kiev .

## Historique
La rue Volodymyr est l'une des plus anciennes de la ville, elle desservait l'église de la Dîme, plus ancien édifice en pierre de Kiev.

## Sites d'exception
L'église Saint-André de Kiev, le Musée national de l'histoire de l'Ukraine le bâtiment du ministère des situations d'urgence, du Service de sécurité d'Ukraine, du Service national des gardes-frontières d'Ukraine et celui de la Police, l'Opéra national d'Ukraine. La rue est au Registre national des monuments immeubles d'Ukraine.

### Galerie d'images

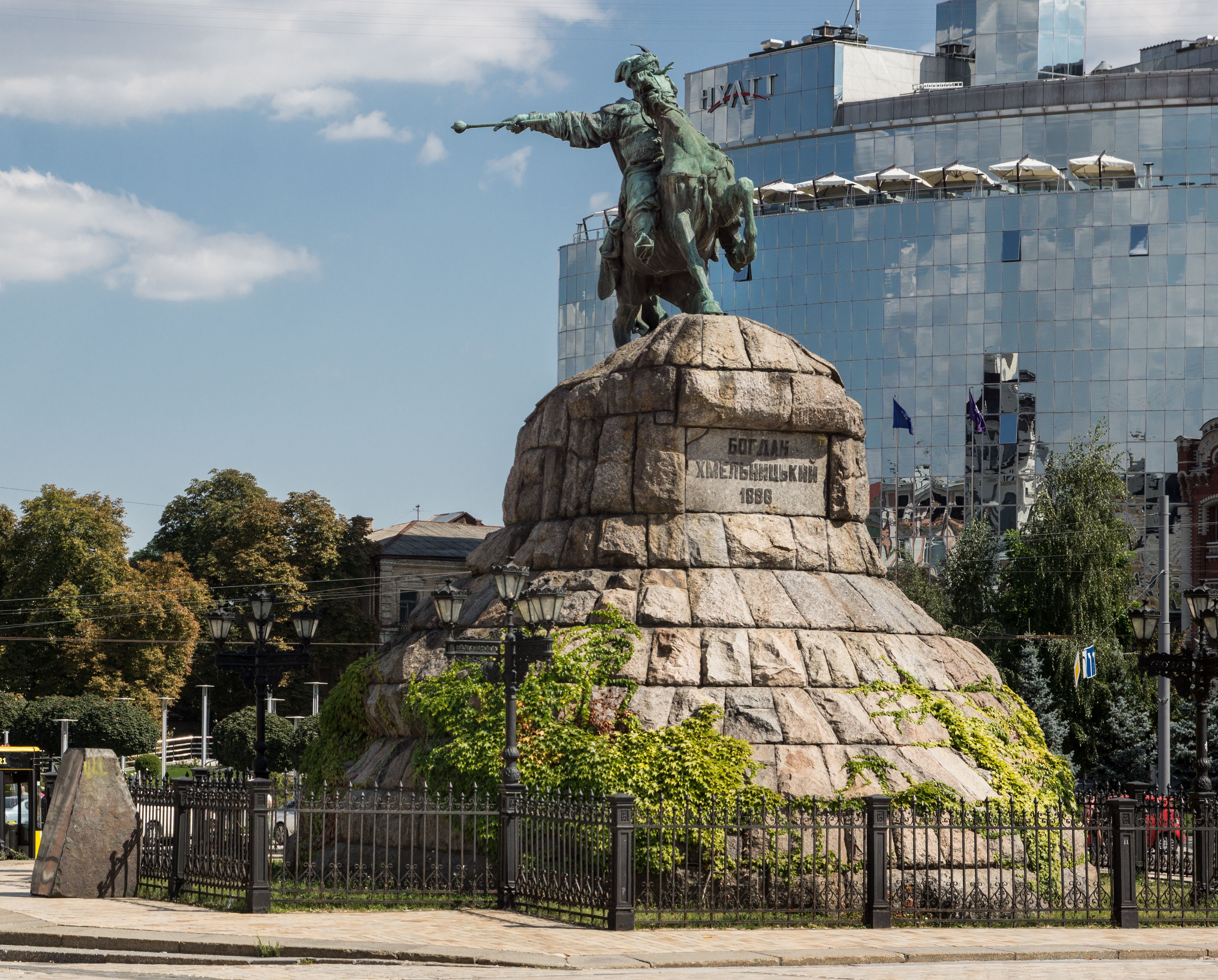
Monument à Bohdan Khmelnytsky.
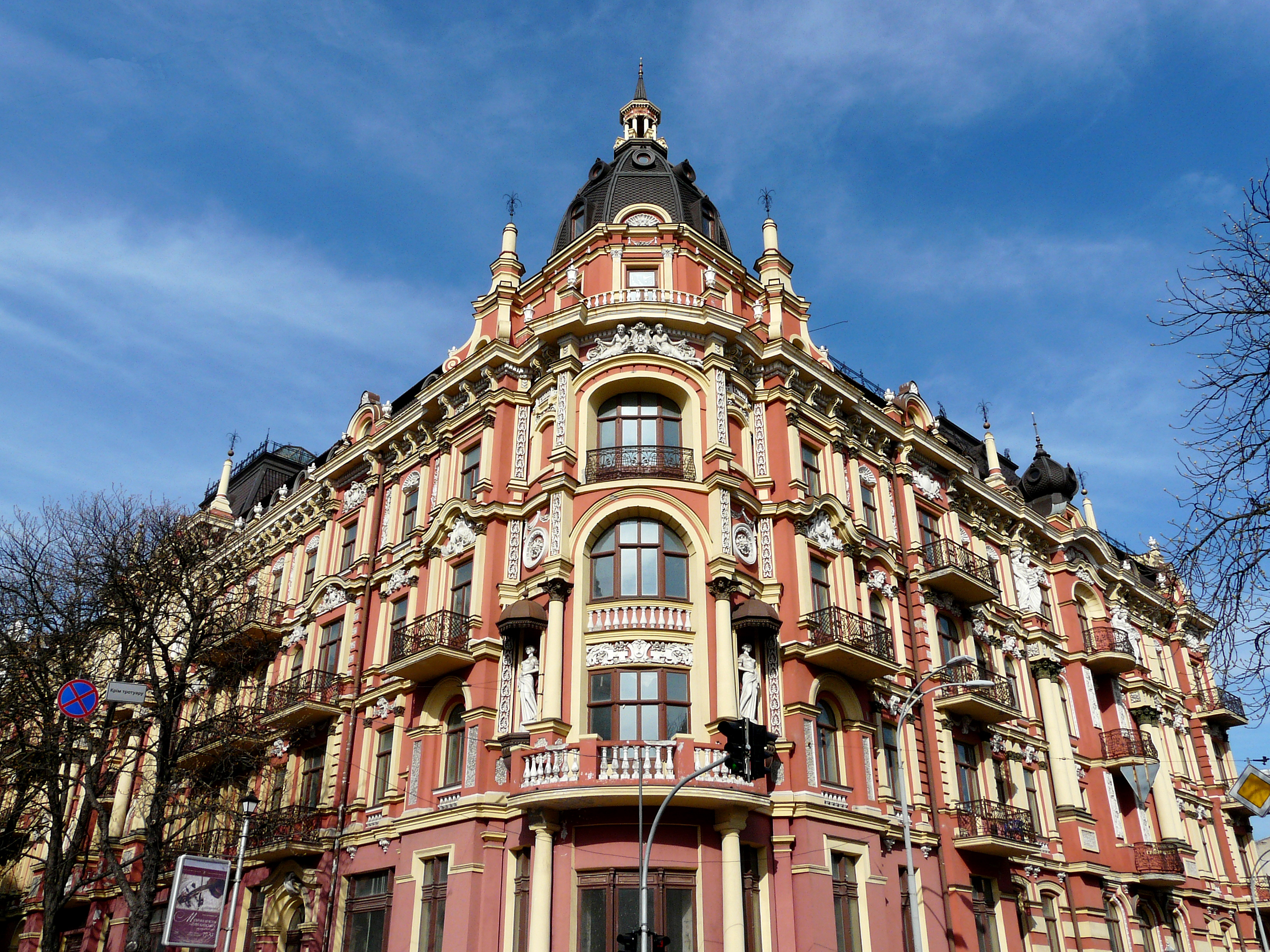
Maison du no 39,
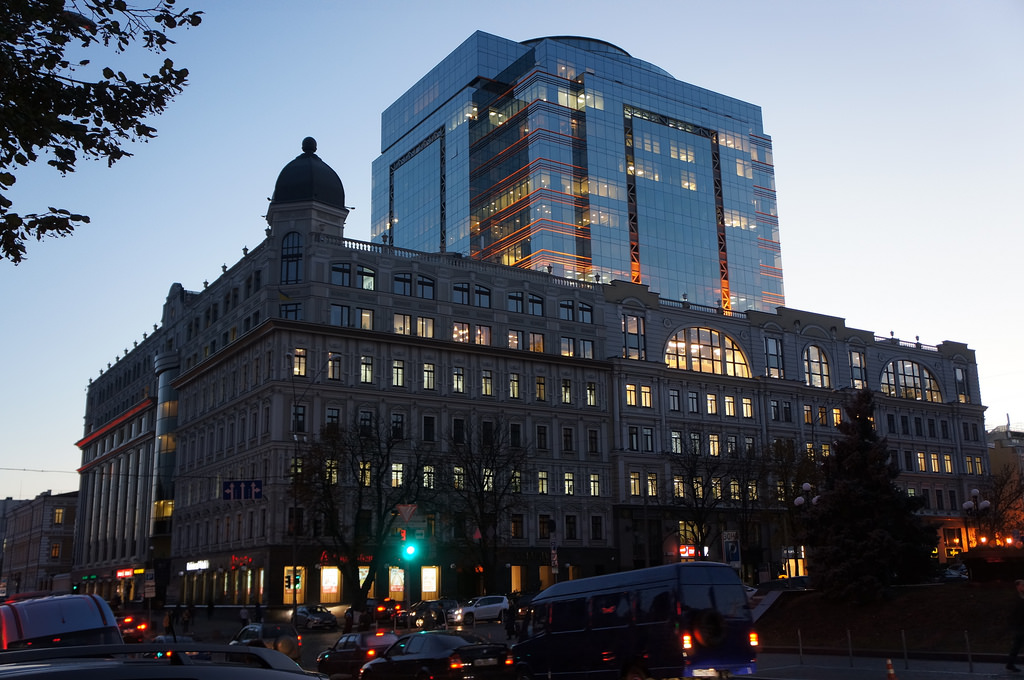
centre d'affaire Leonardo,
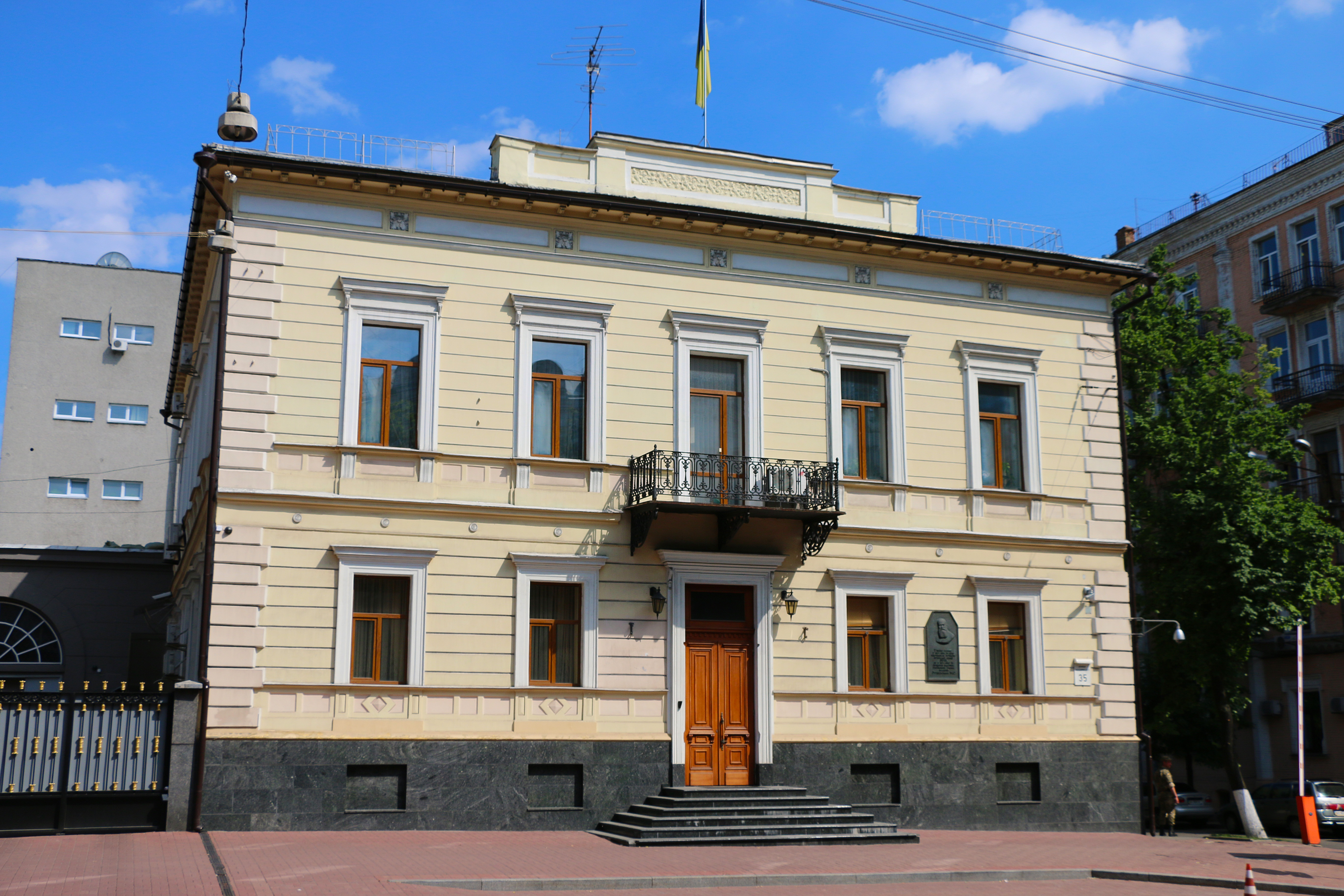
Le manoir Beretti ,
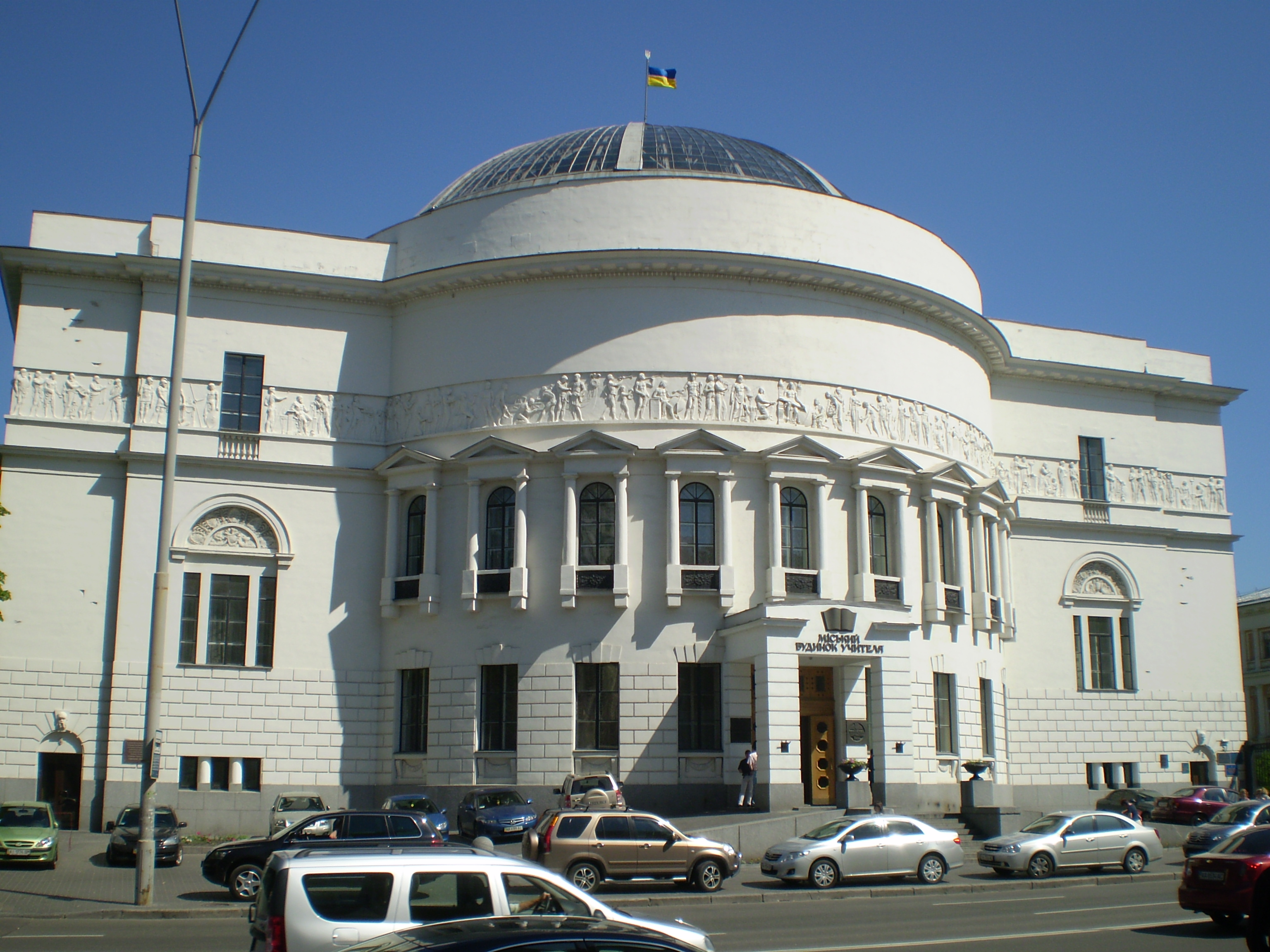
Teacher's House,
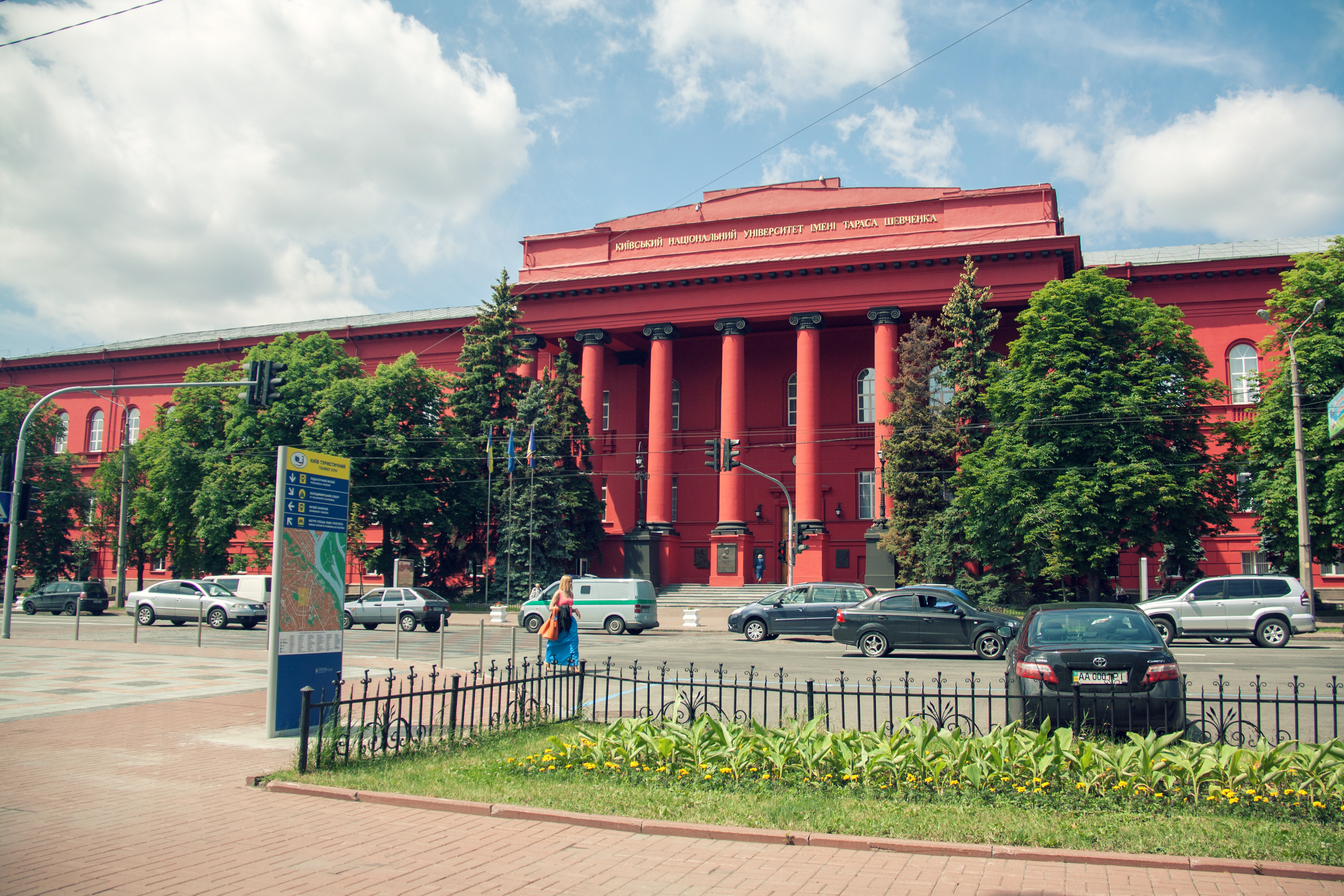
Bâtiment rouge de l'université de Kiev,
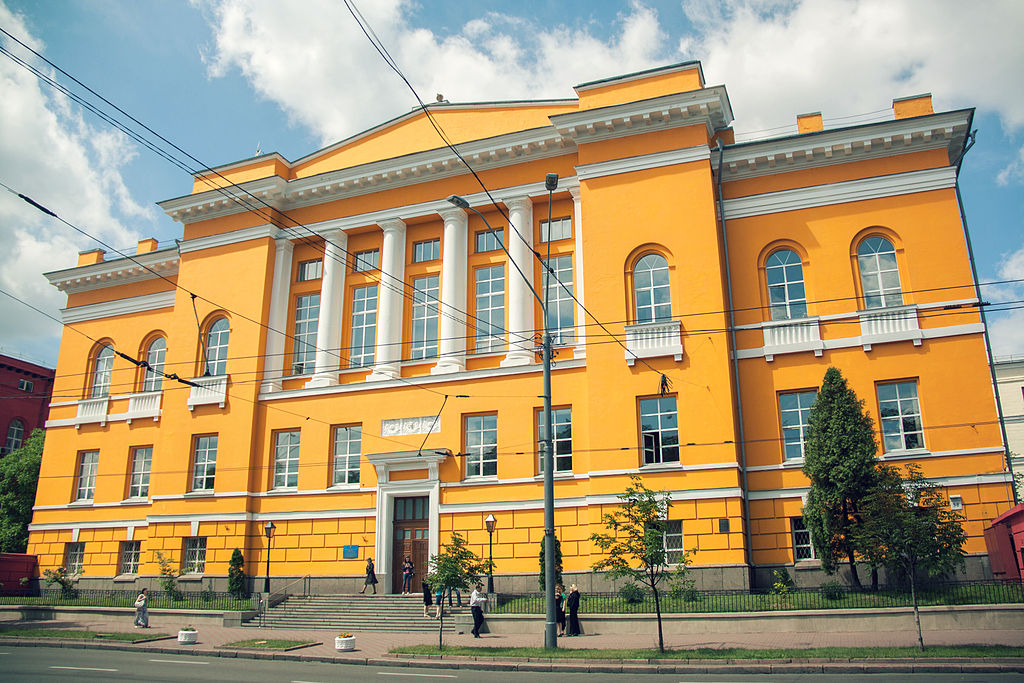
bibliothèque Maksymovytch,
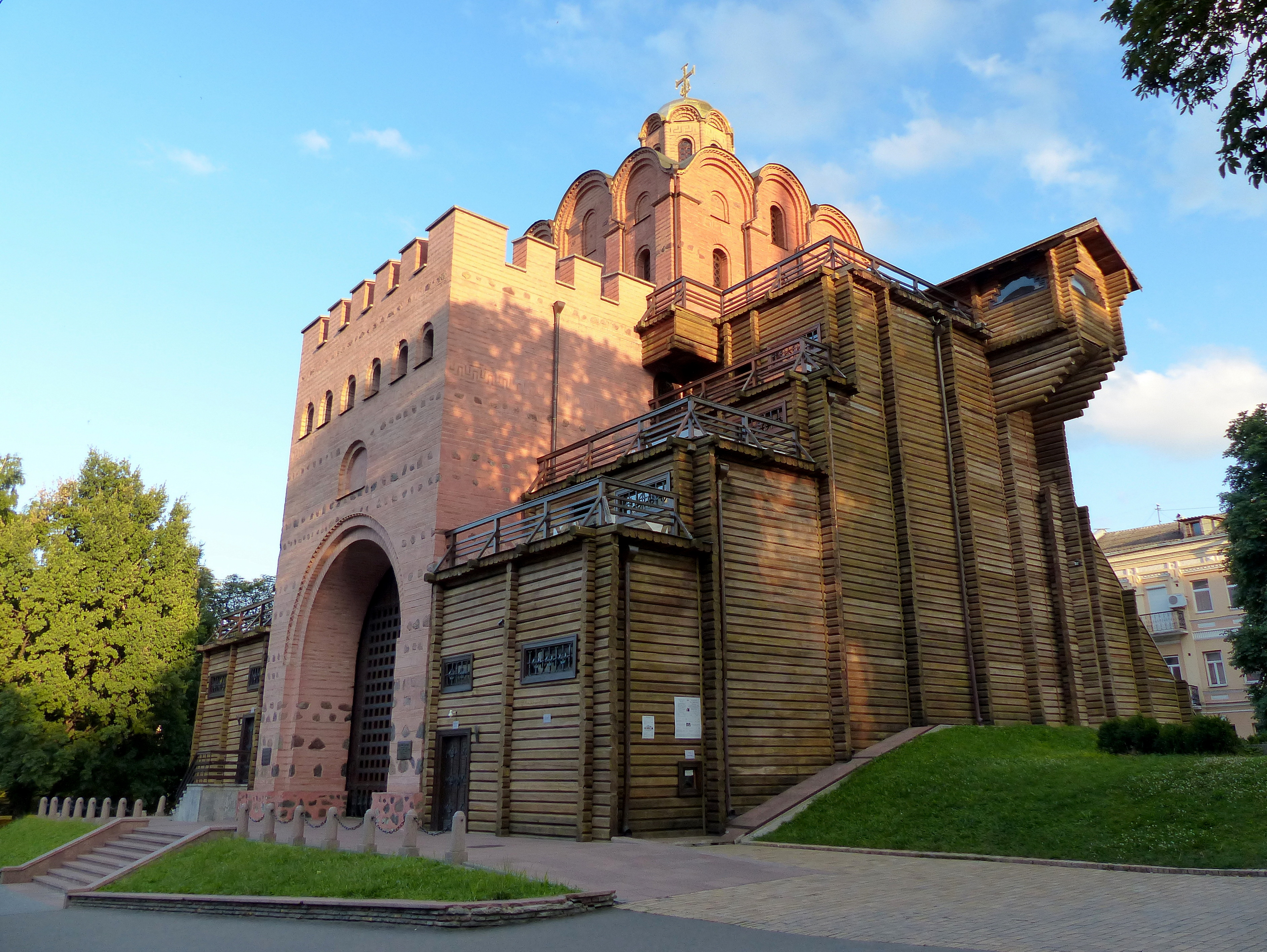
Porte dorée.